# Treinramp bij Santiago de Compostella
De treinramp bij Santiago de Compostella vond op woensdag 24 juli 2013 bij Santiago de Compostella plaats met een semi-hogesnelheidstrein Alvia van de Spaanse spoorwegmaatschappij Renfe. Van de 222 inzittenden, passagiers en personeel, vonden 79 personen de dood en werden circa 130 gewonden naar ziekenhuizen afgevoerd. Het ging om een van de ernstigste treinongevallen in Europa in jaren.

## Toedracht
De trein reed op het traject van Madrid naar Ferrol. Op vier kilometer voor het station van Santiago de Compostella liep hij rond kwart voor negen in de avond in een boog uit de rails en raakte een betonnen muur. Door omwonenden werd een explosie gemeld. Van de trein ontspoorden alle rijtuigen, waarbij er één in delen brak.
Dit type trein heeft een topsnelheid van circa 250 kilometer per uur. Ooggetuigen verklaarden dat de trein veel sneller heeft gereden dan de ter plekke toegestane snelheid, die 80 kilometer per uur bedraagt omdat de spoorlijn hier een scherpe bocht maakt. Na een lang recht stuk nieuw aangelegd hogesnelheidsspoor, in dit geval ook breedspoor, gaat de spoorlijn hier via een boog, aangelegd in 2011, over op de in 1952 geopende lijn met scherpe bogen tot in de stad Santiago de Compostella.
De machinist, die de laatste 100 kilometer van de rit de trein bestuurde, overleefde de ramp en werd aangehouden en later ondervraagd. Een ander machinist reisde als passagier mee. Er wordt onderzoek gedaan naar de oorzaak van de ramp. Aan boord was een zwarte doos, waarvan de opnamen nader bestudeerd worden. Ook wordt onderzoek gedaan naar eventueel falen van de beveiligingssystemen. Op de plaats van het ongeval was niet het ERTMS geïnstalleerd, doch het oudere lokale systeem ASFA, dat de baanvaksnelheid niet kan bewaken.
Eerste onderzoeken van de opnames van de zwarte doos gaven aan dat de machinist aan het telefoneren was op het moment dat de trein van het spoor raakte. Hij kreeg op het moment van het ongeluk telefonisch aanwijzingen over de route van het Spaanse spoorbedrijf RENFE.
Op 21 augustus 2013 werd niet alleen de treinmachinist, maar ook de spoorbeheerder verdacht van medeplichtigheid aan het veroorzaken van de treinramp. Onderzoeksrechter Alaez heeft spoorbeheerder Adif gevraagd wie de verantwoordelijkheid droeg voor de veiligheid van het tracé waar de treinramp plaatsvond.

## Treinsamenstelling
Treinsamenstelling treinstel 730 012:.
| Voertuig                                  | rijtuignr | Zitplaatsen        | Plaats en schade                                                               | Inzittenden             |
| ----------------------------------------- | --------- | ------------------ | ------------------------------------------------------------------------------ | ----------------------- |
| Locomotief                                | Loco 2    | 2                  | Greppel dalzijde viaduct                                                       | 2 machinisten, 1 gewond |
| Generator 2 (Extremo Técnico)             | 11        | 0                  | Greppel dalzijde viaduct                                                       | 0                       |
| Rijtuig 2e klas (turista)                 | 10        | 36                 | Greppel dalzijde viaduct                                                       | ?                       |
| Rijtuig 2e klas (turista)                 | 09        | 36                 | Greppel dalzijde viaduct                                                       | ?                       |
| Rijtuig 2e klas (turista)                 | 08        | 36                 | Greppel dalzijde viaduct                                                       | ?                       |
| Rijtuig 2e klas (turista)                 | 07        | 36                 | Greppel onder viaduct                                                          | ?                       |
| Rijtuig 2e klas (turista)                 | 06        | 36                 | Gelanceerd, lag in het dorp Angrois boven op talud                             | ?                       |
| Rijtuig 2e klas (turista)                 | 05        | 36                 | Geschaard tussen rijtuig 07 en bistro                                          | ?                       |
| Bistro rijtuig (cafeteria)                | 04        | 4 (treinpersoneel) | 180° gedraaid bovenop geschaarde rijtuigen, kantelsysteem en balkon verwrongen | 4 personeel             |
| Rijtuig 1e klas/invaliden (prefrente PMR) | 03        | 23                 | Schuin onder bistrorijtuig                                                     | ?                       |
| Rijtuig 1e klas (preferente)              | 02        | 26                 | Gekanteld in greppel aan bergzijde viaduct, in brand                           | ?                       |
| Generator 1 (Extremo Técnico)             | 01        | 0                  | Verwrongen tussen 1e klas en loc 1, in brand                                   | 0                       |
| Locomotief                                | Loco 1    | 2                  | Greppel aan de bergzijde van het viaduct                                       | 0                       |

De lage nummers bevinden zich aan de Madrileense kant van de trein, zodat locomotief 1 in dit geval de duwende locomotief was.

## Slachtoffers
Op het moment van het ongeval waren er 218 passagiers en 4 personeelsleden aan boord. Er zijn 79 dodelijke slachtoffers aldus de Spaanse regering. 73 mensen overleden ter plaatse. Er zijn ongeveer 130 gewonden naar ziekenhuizen gebracht, waaronder een groot aantal met ernstige verwondingen. Zes gewonden overleden in het ziekenhuis.
| Nationaliteit          | Slachtoffers |
| ---------------------- | ------------ |
| Spanje                 | 70           |
| Verenigde Staten       | 2            |
| Algerije               | 1            |
| Mexico                 | 1            |
| Frankrijk              | 1            |
| Venezuela              | 1            |
| Brazilië               | 1            |
| Italië                 | 1            |
| Dominicaanse Republiek | 1            |

## Rouw
De feestelijkheden die op donderdag 25 juli 2013 in Santiago de Compostella zouden plaatsvinden in het teken van de beschermheilige Sint Jacob, zouden deze woensdagavond ervoor worden ingeluid met een vuurwerk. Alle feestelijkheden werden afgelast. In Spanje werden drie dagen van nationale rouw afgekondigd.

## Beelden van de rampplek
Onderstaande foto's zijn gemaakt na het ongeluk. Te zien zijn de ontstane ravage en een groep hulpverleners.

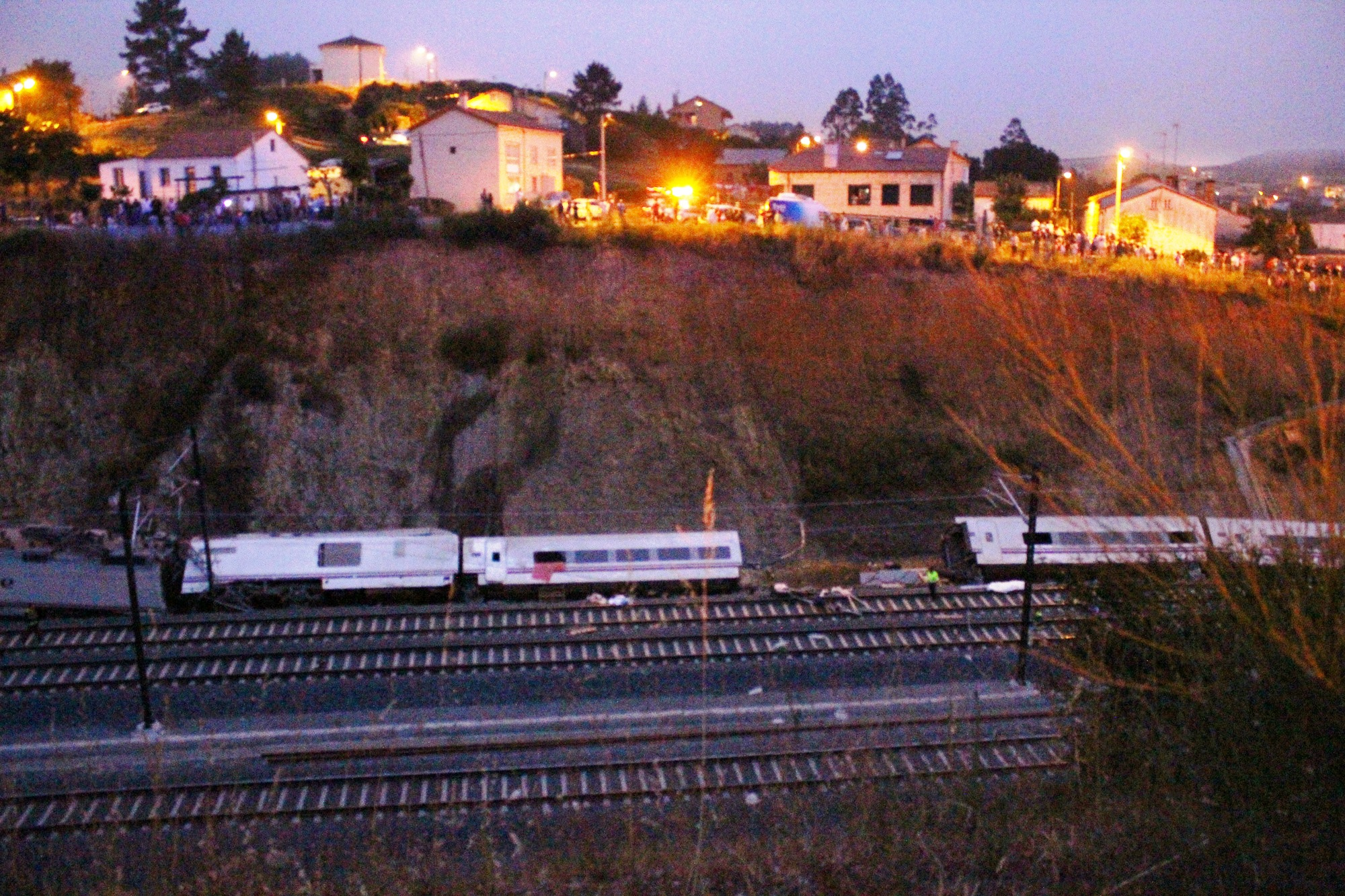
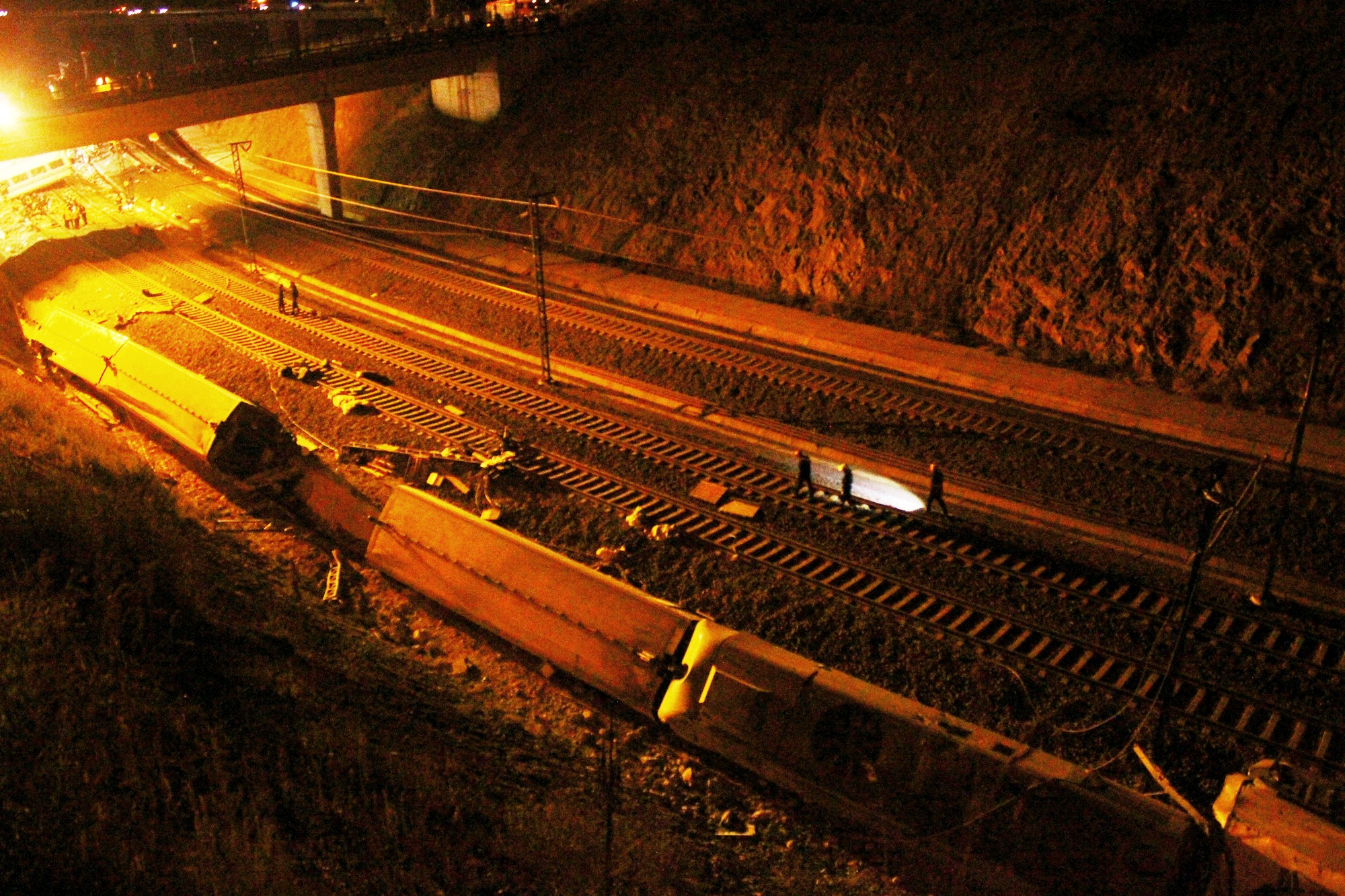
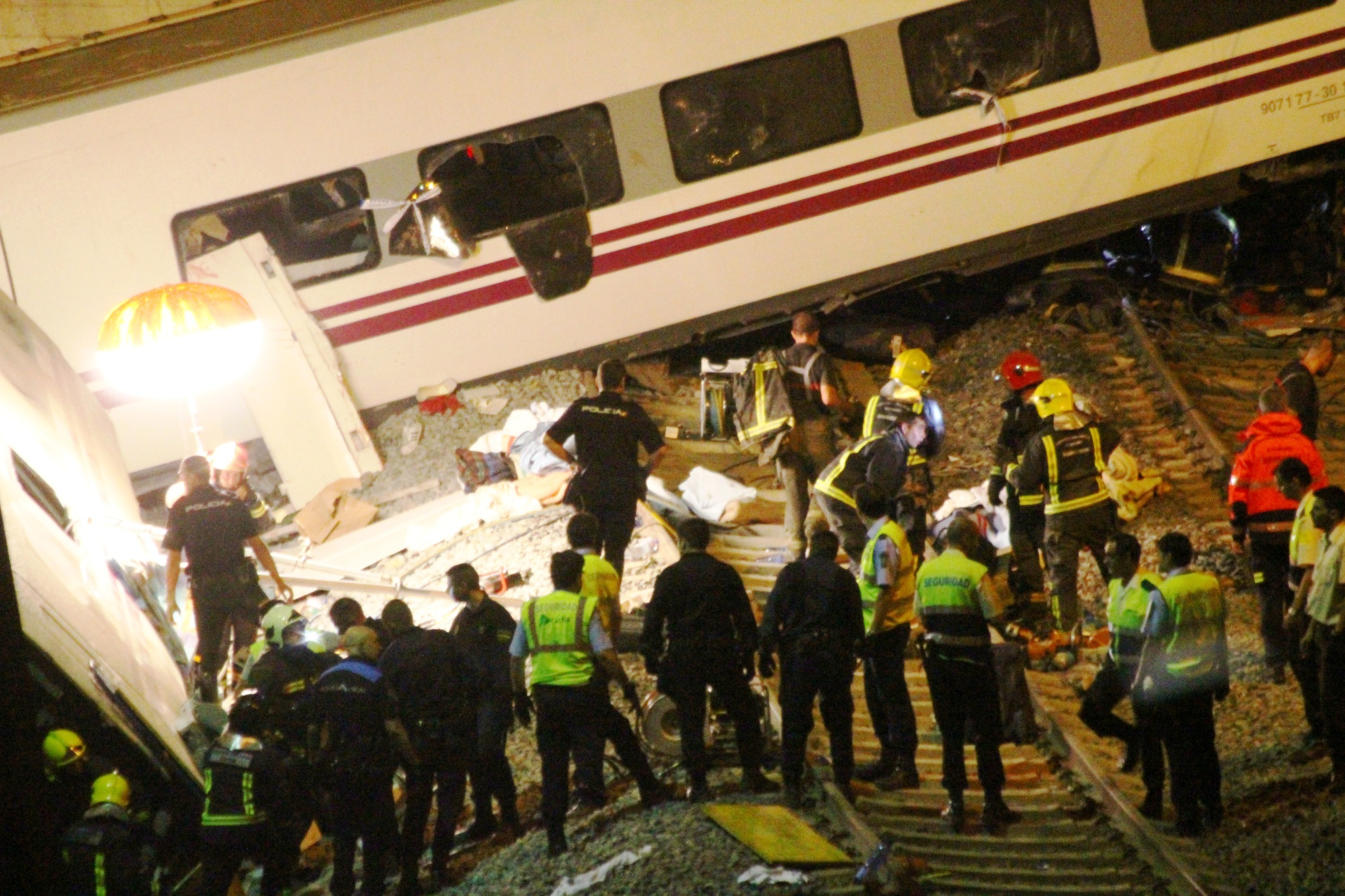
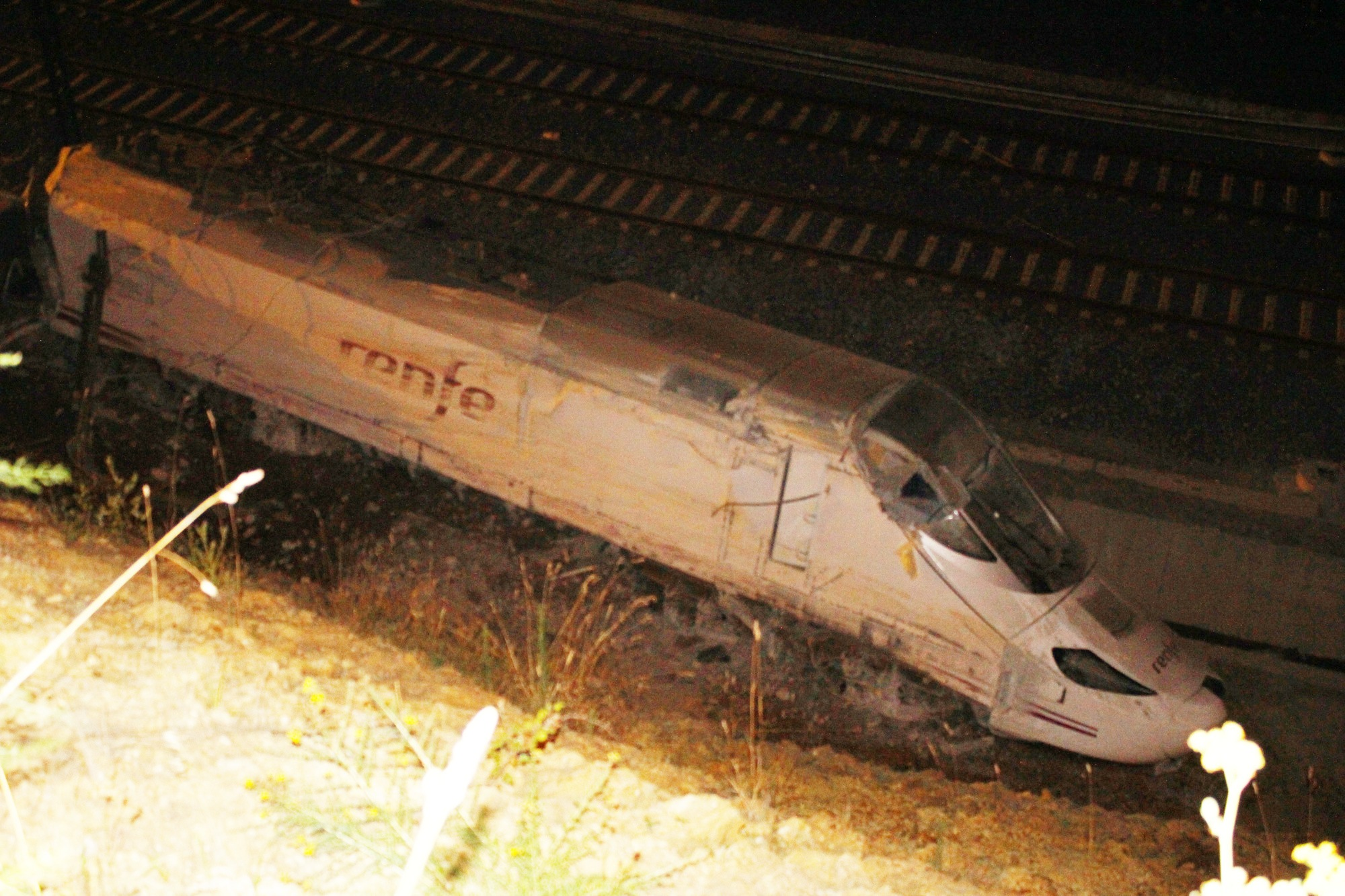